# اسپرینگ کریک (کارولینای شمالی)
اسپرینگ کریک (به انگلیسی: Spring Creek) یک منطقهٔ مسکونی در ایالات متحده آمریکا است که در کارولینای شمالی واقع شده‌است. اسپرینگ کریک ۶۴۱ متر بالاتر از سطح دریا واقع شده‌است.